# أرماندو لاتيني
أرماندو لاتيني (بالإيطالية: Armando Latini)‏ مواليد 20 مايو 1913 في روما، هو دراج إيطالي. شارك في دورة الألعاب الأولمبية الصيفية وفاز بميدالية أولمبية.

## الميداليات
| الميدالية | المسابقة                       |
| --------- | ------------------------------ |
| فضية      | الألعاب الأولمبية الصيفية 1936 |